# Жилой дом Гавалла
Жилой дом Н. А. Гавалла — здание в Ростове-на-Дону, расположенное на Пушкинской улице (дом 93). Жилой дом был построен в конце XIX века. Имеет статус объекта культурного наследия регионального значения.

## История
Первым владельцем жилого дома был член Российского биржевого общества Николай Антонович Гавалла (или Гавала), грек по происхождению. По документам 1913 года домом владела Мария Георгиевна Гавалла, предположительно, его жена. Семья Гавалла уехала из Ростова в годы Гражданской войны. После прихода советской власти дом национализировали и устроили в нём коммунальное жильё. В дальнейшем дом неоднократно ремонтировался.

## Архитектура
Двухэтажный жилой дом расположен по красной линии Пушкинской улицы. Как и во многих других жилых домах конца XIX, в его архитектуре соединились элементы разных стилей. По бокам расположены две арки: парадный вход (слева) и въезд во двор (справа). На кованой решётке въездных ворот вензеля с буквами «Н» и «Г». На парадном входе изначально также были две небольшие кованые решётки с вензелями, но до нашего времени сохранилась только одна. Стены первого этажа оформлены рустом. Оконные проёмы декорированы разнообразными наличниками. На втором этаже над боковыми воротами узкие окна сближены по три. В центральной части — две пары окон, сближенных по два. Фасад завершён парапетами с полуколоннами и декоративными кронштейнами. Мансардный этаж сильно перестроен.